# Justicia petterssonii
Justicia petterssonii är en akantusväxtart som först beskrevs av Hedrén, och fick sitt nu gällande namn av Vollesen. Justicia petterssonii ingår i släktet Justicia och familjen akantusväxter. Inga underarter finns listade i Catalogue of Life.